# أنري سالا
أنري سالا (بالألبانية: Anri Sala) هو فنان ألباني، ولد في 1974 في تيرانا في ألبانيا.

## وصلات خارجية
- أنري سالا على موقع IMDb (الإنجليزية)
- أنري سالا على موقع مونزينجر (الألمانية)
- أنري سالا على موقع ديسكوغز (الإنجليزية)
- أنري سالا على موقع قاعدة بيانات الفيلم (الإنجليزية)